# Paligrace
Paligrace (cyr. Палиграце) – wieś w Serbii, w okręgu niszawskim, w mieście Nisz. W 2011 roku liczyła 269 mieszkańców.